# Anabolizante
Un anabolizante es una sustancia que favorece el crecimiento de los tejidos (anabolismo). Permanentemente conocidos son los esteroides anabolizantes, producidos por testículos y glándulas suprarrenales y usados ilegalmente para el engorde del ganado o para hipertrofiar la musculatura de los deportistas. Los esteroides anabolizantes son usados en el cuerpo humano para aumentar masa muscular e incrementar la capacidad de almacenamiento de energía, pero el cuerpo humano no tiene la capacidad de procesar grandes cantidades de esta hormona; esto puede causar la esterilidad, y provocar fallo renal, taquicardia e, incluso, la muerte.